# Brenton Tarrant
Brenton Tarrant, né le 27 octobre 1990 à Grafton (Nouvelle-Galles du Sud), est un terroriste australien d'extrême droite ayant commis les attentats de Christchurch contre deux mosquées en Nouvelle-Zélande le 15 mars 2019, faisant 51 morts. Il est condamné à la prison à perpétuité incompressible l'année suivante.

## Biographie

### Origines et carrière professionnelle
Né le 27 octobre 1990, il est issu d'une famille d’origine écossaise, irlandaise et anglaise. De condition modeste, il passe son enfance à Grafton, en Australie.
Il travaille de 2009 à 2011 comme entraîneur dans un centre de remise en forme de Grafton. Son père, avant de se suicider en 2010, obtient des dommages-intérêts pour exposition à l'amiante et en donne une partie à chacun de ses deux enfants. Il quitte ensuite l’Australie pour voyager en Europe et en Asie,, puis s'installe en Nouvelle-Zélande,.

### Engagement à l’extrême droite
Communiste, anarchiste, puis libertarien, il adopte progressivement des idées d'extrême droite et se définit comme « écofasciste ». Il considère par ailleurs la Chine communiste comme l'« État idéal ».
Passionné par des pays d'Europe de l'Est et les Balkans, il y effectue plusieurs voyages, notamment en Croatie en 2016-2017 et en Bulgarie en 2018. Sur les armes qu'il utilisera lors de ses attaques, seront trouvées des inscriptions en cyrillique faisant référence à de grandes batailles historiques et d’autres mentionnant des personnalités comme Charles Martel,.
Il invoque comme éléments de son passage à l'acte l'attentat du 7 avril 2017 à Stockholm et la situation en France, notamment les actes anti-chrétiens et la défaite de Marine Le Pen au second tour de l'élection présidentielle française de 2017 bien qu'il précise être opposé au Front national, selon lui « complètement incapable de créer un réel changement et sans plan viable pour sauver la France ». Disant représenter « des millions d'Européens », il nie être lié à une quelconque organisation. Il fait état d'un bref contact avec le terroriste norvégien Anders Breivik, qui lui aurait donné son assentiment pour son projet d'attentat.
Lors de la dissolution du groupe Génération identitaire en mars 2021, il est évoqué par Tracfin que Brenton Tarrant en est « membre bienfaiteur » et donateur.

### Attaques de Christchurch et suite juridique
Le jour de son attentat, il publie un manifeste de 74 pages intitulé Le Grand Remplacement, dans lequel il déplore l'expansion de l'islam et un « génocide blanc »,.
Le 15 mars 2019, il conduit des attaques dans deux mosquées de Christchurch, en Nouvelle-Zélande, tuant 51 personnes et faisant 49 blessés. Pendant 17 minutes, muni d'armes semi-automatiques et d'une caméra frontale GoPro, il diffuse son action en direct sur les réseaux sociaux. Peu auparavant, il avait annoncé sur Internet son intention de perpétrer un massacre « contre les envahisseurs »,. Il s'agit du plus important massacre commis en temps de paix depuis 1809 en Nouvelle-Zélande. Il prononce aussi une phrase qui va devenir virale : « Remember lads, subscribe to PewDiePie ».
Il est arrêté le jour même, avec trois autres suspects ayant joué un rôle moindre. Incarcéré, il n’a accès à aucun média et ne peut recevoir de la visite. Il plaide d'abord non coupable des chefs d'accusation le visant, avant de changer sa position fin mars 2020,.
Son procès, conduit par le juge Cameron Mander, commence le 24 août 2020 à la Haute Cour de justice de Christchurch,.
Le 27 août 2020, il est condamné à la prison à vie sans possibilité de libération conditionnelle, et incarcéré à la prison d'Auckland,.
La Première ministre de Nouvelle-Zélande, Jacinda Ardern, inscrit Brenton Tarrant sur la liste des organisations terroristes (« terrorist entities »), au côté notamment de l'État islamique. Tout soutien financier qui lui serait fait devient une infraction pénale. Les avoirs de Brenton Tarrant sont également gelés. Le 14 avril 2021, Brenton Tarrant annonce faire appel de ses conditions de détention et de sa désignation comme « terrorist entity » devant la Haute Cour d'Auckland,, avant de retirer sa demande le 22 avril suivant.
Alors que la détention de Brenton Tarrant pourrait coûter jusqu'à plusieurs millions de dollars à la Nouvelle-Zélande, un échange avec un prisonnier australien est évoqué, afin que Brenton Tarrant purge sa peine dans son pays d'origine,.
En novembre 2022, la Cour d'appel de Wellington a confirmé à Newshub qu'une demande d'appel contre les condamnations et la peine de Tarrant avait été déposée. Aucune date d'audience n'a été fixée. La peine de prison à vie sans possibilité de libération conditionnelle de Tarrant était la première fois qu'une telle peine était prononcée en Nouvelle-Zélande. 
Tony Ellis, avocat de Brenton Tarrant, a expliqué que son client affirmait avoir reconnu les faits sous la contrainte et avoir « décidé que la solution la plus simple était de plaider coupable ».